# 김승유 (기업인)
김승유(1943년 8월 19일 ~ , 충청북도 청주시)는 하나금융지주의 대표이사 회장이다.

## 생애
김승유 전 하나금융지주 회장은 이명박 전 대통령과 같은 고려대학교 경영학과 61학번이다.

## 하나 은행
1971년 한국투자금융(주)(하나은행 전신)의 창립 멤버였다. 이후, 단자회사이던 한국투자금융(주)을 1991년에 하나은행으로 만들었다.

## 카카오 뱅크
2017년, 카카오뱅크가 설립되었다.
카카오뱅크의 성공적인 안착을 위해서, 김승유 전 하나금융지주 회장이 2017년 6월 한국투자금융지주 고문으로 영입되었다. 김 고문은 고려대 경영학과 금융계 인맥의 핵심 인사로서 장하성 전 정책실장, 최흥식 전 금융감독원장 등과 좋은 관계로 알려져 있다.
동원그룹의 한국투자금융지주는, 이름이 하나은행의 전신인 한국투자금융(주)와 이름이 같다. 한국투자금융지주는 카카오뱅크의 설립에 결정적 역할을 했으며, 최대주주로서, 카카오뱅크는 한국투자금융지주의 계열사로 창립되었다. 이후, 성공적인 안착을 한 후에, 카카오그룹에 주식지분을 팔아서, 2020년 현재 카카오뱅크는 카카오그룹의 계열사다.
2020년, 김재철 동원그룹 명예회장의 장남인 김남구 한국투자금융지주 부회장이 회장으로 승진했다. 이명박, 김승유, 김남구는 고려대학교 경영학과 동문이라면서 카카오뱅크와 관련된 뉴스에 자주 보도되었다. 61학번인 김승유 회장과 83학번 김남구 부회장은 고려대 재단 고려중앙학원의 이사로 활동하기도 했다.

## 경력
- 한일은행
- 1971년 한국투자금융
- 1973년 ~ 1981년 고려대학교 경영대학원 강사
- 1976년 한국투자금융 증권부장
- ~ 1980년 한국투자금융 영업부장
- 한국투자금융 상무이사
- ~ 1991년 한국투자금융 전무이사
- 1991년 한국투자금융 부사장
- 1991년 ~ 1997년 2월 하나은행 전무이사
- 1997년 2월 ~ 2002년 11월 하나은행 은행장
- 2001년 5월 한국최고경영자포럼 회원
- 2002년 7월 금융발전심의회의 은행분과위원회 위원
- 2002년 12월 ~ 2005년 3월 하나은행 은행장
- 2003년 3월 이화여자대학교 경영대학 겸임교수
- 2005년 3월 하나은행 이사회 의장
- 2005년 10월 (주)하나금융지주 상근이사
- 2005년 12월 ~ 2012년 3월 (주)하나금융지주 대표이사 회장
- 2009년 2월 휴면예금관리재단 이사장
- 2009년 ~ 2013년 미소금융중앙재단 이사장
- 2012년 3월 ~ 2018년 3월 (주)대한항공 사외이사
- 2012년 9월 서울대학교 경영대학 초빙교수
- 학교법인 하나학원 이사장
- 청계재단 이사
- 2016년 5월 ~ 고려중앙학원 이사(교육경험이사)
- 2017년 6월 한국투자금융지주 고문

## 수상
- 2005년 한국경영학회 제18회 경영자대상
- 2007년 제22회 21세기대상 올해의 21세기 경영인
- 2009년 아시아소사이어티 재단의 '2009 아시아 소사이어티 어워드'에서 '아시아 소사이어티 리더십상' 수상. 한국인으로는 반기문 유엔 사무총장 이후 두번째이며, 금융·기업인 중에서는 처음이다. 1956년 존 D. 록펠러 3세가 설립한 비영리재단이다.